# Notre-Dame-du-Cruet
Notre-Dame-du-Cruet és un municipi francès situat al departament de la Savoia i a la regió d'Alvèrnia-Roine-Alps. L'any 2007 tenia 184 habitants.

## Demografia

### Població
El 2007 la població de fet de Notre-Dame-du-Cruet era de 184 persones. Hi havia 77 famílies de les quals 19 eren unipersonals (19 dones vivint soles i 19 dones vivint soles), 23 parelles sense fills, 31 parelles amb fills i 4 famílies monoparentals amb fills.
La població ha evolucionat segons el següent gràfic:
Habitants censats

### Habitatges
El 2007 hi havia 137 habitatges, 77 eren l'habitatge principal de la família, 46 eren segones residències i 14 estaven desocupats. 120 eren cases i 15 eren apartaments. Dels 77 habitatges principals, 68 estaven ocupats pels seus propietaris, 7 estaven llogats i ocupats pels llogaters i 2 estaven cedits a títol gratuït; 2 tenien una cambra, 5 en tenien dues, 13 en tenien tres, 19 en tenien quatre i 38 en tenien cinc o més. 69 habitatges disposaven pel capbaix d'una plaça de pàrquing. A 27 habitatges hi havia un automòbil i a 45 n'hi havia dos o més.

### Piràmide de població
La piràmide de població per edats i sexe el 2009 era:
| Homes | Edats   | Dones |
| ----- | ------- | ----- |
| 0     | 95 o +  | 0     |
| 0     | 90 a 94 | 0     |
| 0     | 85 a 89 | 0     |
| 0     | 80 a 84 | 0     |
| 0     | 75 a 79 | 4     |
| 0     | 70 a 74 | 4     |
| 0     | 65 a 69 | 4     |
| 8     | 60 a 64 | 0     |
| 4     | 55 a 59 | 4     |
| 4     | 50 a 54 | 8     |
| 8     | 45 a 49 | 0     |
| 8     | 40 a 44 | 0     |
| 4     | 35 a 39 | 12    |
| 4     | 30 a 34 | 0     |
| 8     | 25 a 29 | 8     |
| 0     | 20 a 24 | 0     |
| 4     | 15 a 19 | 8     |
| 4     | 10 a 14 | 4     |
| 0     | 5 a 9   | 0     |
| 4     | 0 a 4   | 4     |

## Economia
El 2007 la població en edat de treballar era de 129 persones, 106 eren actives i 23 eren inactives. De les 106 persones actives 105 estaven ocupades (54 homes i 51 dones) i 1 aturada (1 dona i 1 dona). De les 23 persones inactives 11 estaven jubilades, 6 estaven estudiant i 6 estaven classificades com a «altres inactius».

### Ingressos
El 2009 a Notre-Dame-du-Cruet hi havia 84 unitats fiscals que integraven 209 persones, la mediana anual d'ingressos fiscals per persona era de 21.372 €.

### Activitats econòmiques
Dels 8  establiments que hi havia el 2007, 1 era d'una empresa de fabricació de material elèctric, 3 d'empreses de construcció, 1 d'una empresa d'hostatgeria i restauració, 2 d'empreses de serveis i 1 d'una empresa classificada com a «altres activitats de serveis».
Dels 2 establiments de servei als particulars que hi havia el 2009, 1 era un paleta i 1 fusteria.

## Poblacions més properes
El següent diagrama mostra les poblacions més properes.